# 徐鵬 (成化進士)
徐鵬（1451年—1489年），字大游，直隸保定府清苑縣人，民籍，明朝政治人物。進士出身。

## 生平
成化十三年（1477年）丁酉科順天府鄉試第一百二十三名。成化十四年（1478年）聯捷戊戌科會試第一百五十八名，殿試登進士第二甲第六十八名。选翰林院庶吉士，三年后授职编修，成化二十三年丁未科会试同考官。弘治改元，为经筵展书官，又为实录纂修官，弘治二年三月三十日卒，享年三十九。

## 家族
曾祖父徐友良。祖父徐慶。父亲徐振。